# Caridina spinula
Caridina spinula е вид десетоного от семейство Atyidae. Видът не е застрашен от изчезване.

## Разпространение и местообитание
Разпространен е в Австралия (Куинсланд).
Обитава сладководни басейни и потоци.